# Свята Узбекистану
Свята в Узбекистані:

## Список
Змінні дати
- Кінець Рамазану — Ураза-байрам
- 68 днів після закінчення Рамазану — Курбан-байрам

Фіксовані дати
| Дата       | Узбецькою                         | Свято                       |
| ---------- | --------------------------------- | --------------------------- |
| 1 січня    | Yangi yil bayrami                 | Новий рік                   |
| 8 березня  | Xalqaro xotin-qizlar kuni         | Міжнародний жіночий день    |
| 21 березня | Navro'z bayrami                   | Навруз                      |
| 9 травня   | Xotira va qadrlash kuni           | День Пам'яті і Шани         |
| 1 вересня  | Mustaqillik kuni                  | День Незалежності           |
| 1 жовтня   | O'qituvchilar va murabbiylar kuni | День учителів і наставників |
| 8 грудня   | Konstitutsiya kuni                | День Конституції            |